# Łowicz
Łowicz è una città della Polonia centrale, con 31 000 abitanti nel 2005. Dal 1999 fa parte del voivodato di Łódź, mentre dal 1975 al 1998, con la vecchia suddivisione in voivodati, apparteneva al voivodato di Skierniewice. Dal 1992 é sede della nuova diocesi di Lowicz
Fu per diversi secoli sede del principato di Lowicz, che fu un feudo ecclesiastico, fino al 1796, dell'arcidiocesi di Gniezno. Il titolo principesco della città fu poi concesso nel 1820 alla contessa Joanna Grudzinska, seconda moglie del Granduca Costantino, fratello dell'imperatore Alessandro I di Russia, all'epoca anche Re di Polonia.

## Amministrazione

### Gemellaggi
- Saluzzo